# Clayton (Waszyngton)
Clayton – jednostka osadnicza w Stanach Zjednoczonych, w stanie Waszyngton, w hrabstwie Stevens.